# Papilio prexaspes
Papilio prexaspes là một loài bướm thuộc họ Bướm phượng (Papilionidae). 
Loài Papilio prexaspes được mô tả năm 1865 bởi C. et R. Felder. Loài bướm Papilio prexaspes sinh sống ở quần đảo Andaman và quần đảo Nicobar.

## Hình ảnh

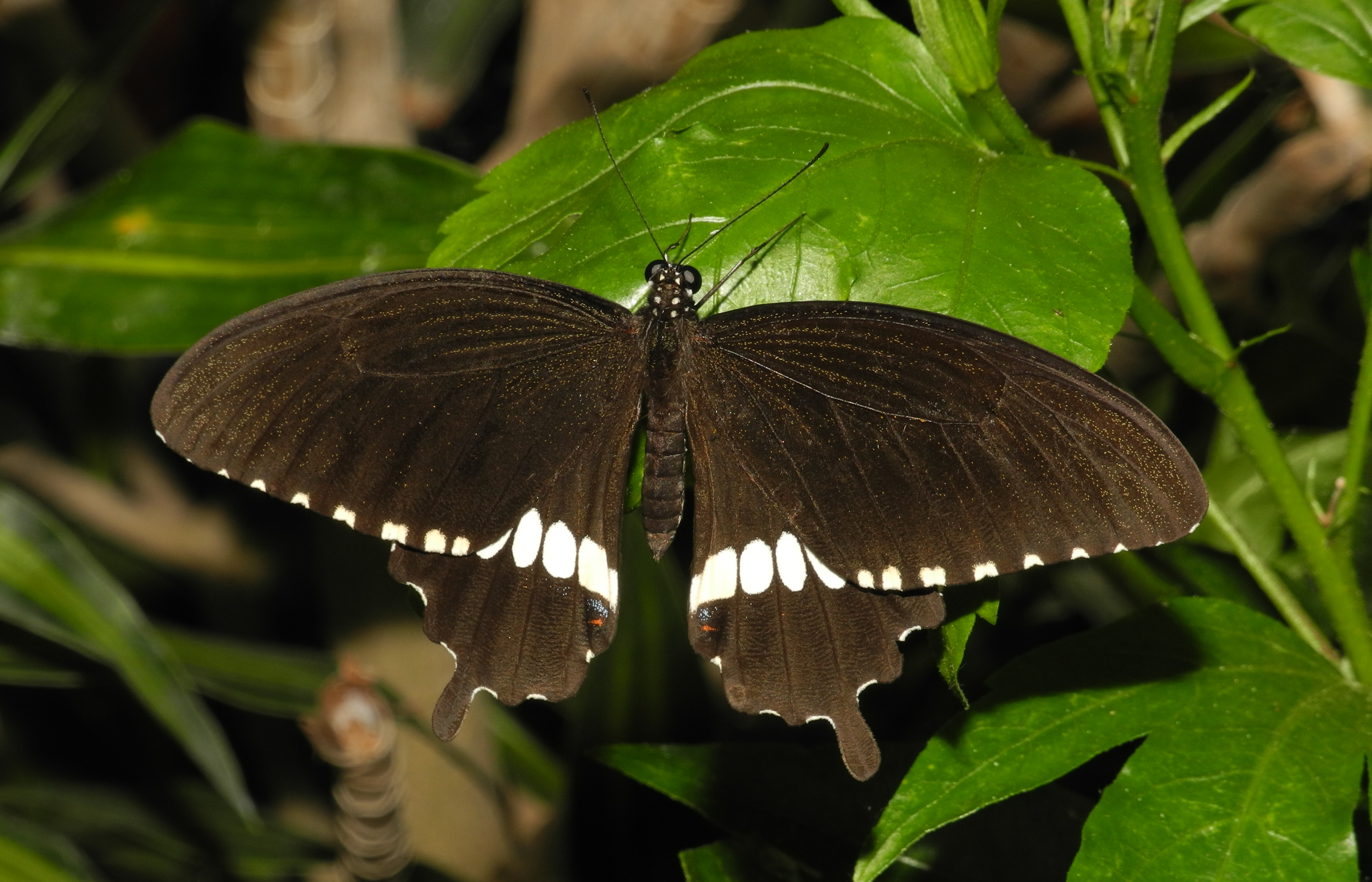
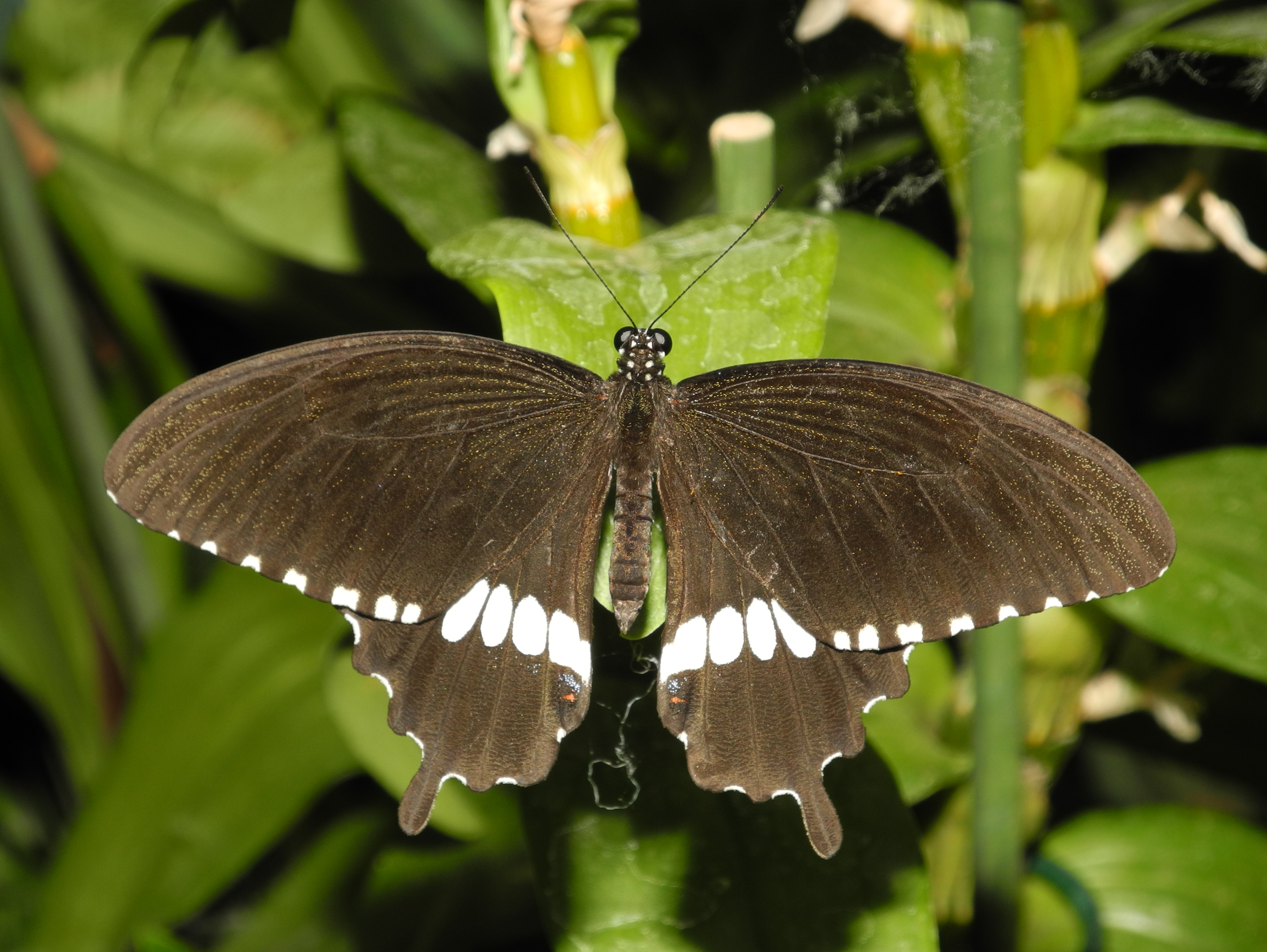
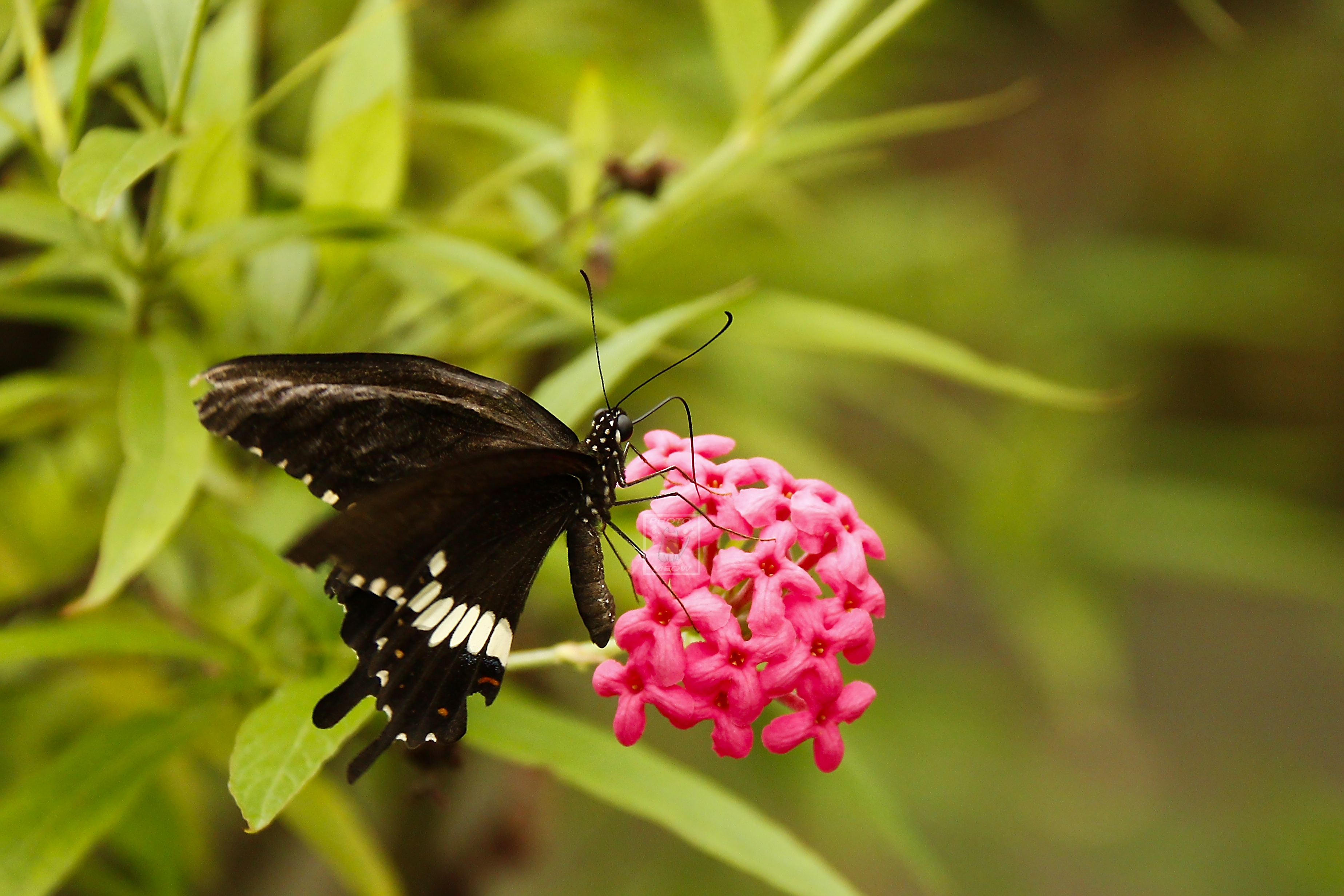
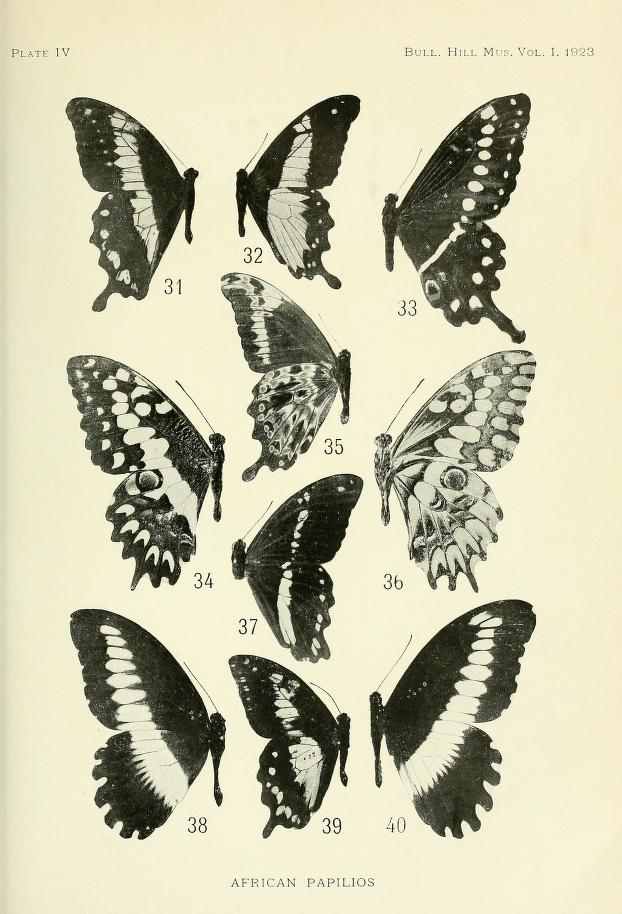